# A. D. Patel
Pour les articles homonymes, voir Patel.
Ambalal Dahyabhai Patel, mieux connu sous le nom A. D. Patel, né le 13 mars 1905 dans le district de Kheda dans le Gujarat en Inde et mort le 1er octobre 1969 aux Fidji, est un avocat et homme politique fidjien. Militant pacifique pour une démocratie sans distinctions ethniques, il est avec Lala Sukuna « l'une des personnalités publiques prééminentes » de l'ère coloniale dans le pays.

## Jeunesse et études
Élevé à respecter toutes formes de vie et à pratiquer le principe de non-violence, il demeurera toute sa vie végétarien. Lecteur vorace de romans, de poésie, d'ouvrages d'histoire et de philosophie, il obtient de très bons résultats scolaires, puis étudie l'économie, la science politique et l'histoire au Gujarat College (en) d'Ahmedabad ; il y obtient un diplôme de licence en 1925, à l'âge de 20 ans.
Il étudie ensuite le droit au Middle Temple à Londres, et devient barrister (avocat plaidant). En 1928, il émigre aux Fidji à l'initiative du Congrès national indien (le mouvement anti-colonial de Gandhi), pour y organiser politiquement la communauté indo-fidjienne. Celle-ci est constituée de migrants venus d'Inde pour travailler sur les plantations fidjiennes à la fin du XIXe siècle et au début du XXe. Tombé amoureux d'une Anglaise divorcée et mère d'un jeune enfant, Patricia Seymour, il refuse le mariage arrangé par ses parents et épouse Patricia Seymour en 1934 lorsqu'elle le rejoint aux Fidji ; le couple divorcera en 1943 mais les anciens époux maintiendront des relations cordiales. Dans le même temps, A.D. Patel s'établit comme avocat à Suva, puis à Ba, puis enfin aux abords de Nadi à partir du milieu des années 1930. Il s'y établit dans une maison entourée de verdure et de fleurs, qu'il appelle « Shantiniketan » (« Jardins paisibles ») et où il demeure le restant de sa vie.

## Engagement politique aux Fidji
Brillant avocat en droit pénal, il milite pour l'introduction aux Fidji d'institutions démocratiques, fondées sur des listes électorales dans distinction ethnique. La politique coloniale étant alors d'accorder une représentation communautaire aux principales ethnies au sein du gouvernement colonial. En 1943, il organise et mène une grande grève des fermiers des plantations de cane à sucre, presque tous issus de la communauté indienne, contre les contrats imposés par la Colonial Sugar Refining Company, la plus puissante compagnie de la colonie.
En 1946, alors que l'Inde se dirige vers l'indépendance, A.D. Patel est le délégué indo-fidjien au congrès du parti Congrès national indien à Meerut, où il rencontre Jawaharlal Nehru et s'entretient avec lui de la situation des Indiens des Fidji. En Inde il rencontre et épouse Leela Ben, fille d'un professeur qu'il connaît. De retour à Nadi, le couple aura cinq enfants.
Reconnu par les autorités comme le principal porte-parole de la communauté indienne, A.D. Patel est élu membre du Conseil législatif des Fidji de 1944 à 1950, et nommé membre du Conseil exécutif de 1948 à 1950. Battu aux élections de 1950, il se met un temps en retrait de la politique, se concentrant sur son métier d'avocat. En 1960 il revient sur le devant de la scène en organisant une nouvelle grande grève contre la Colonial Sugar Refining Company. En 1969, les autorités se tournent vers un juge anglais, Lord Denning, pour qu'il prépare un rapport sur le bien-fondé ou non des griefs des fermiers. Patel plaide auprès de Denning en tant qu'avocat des fermiers, et obtient de ce dernier la reconnaissance des pratiques abusives de la compagnie. La compagnie se retire des Fidji peu après.
En 1963, Patel fonde le premier parti politique aux Fidji : le Parti de la fédération (qui devient par la suite le Parti de la fédération nationale), toujours actif à ce jour. Cette même année, il est élu à nouveau membre du Conseil législatif, et est nommé membre du Conseil exécutif l'année suivante, avec pour portefeuille la responsabilité des services sociaux (éducation, santé, protection sociale et culture). Il exerce cette responsabilité durant deux ans, et lance un programme de construction de logements abordables, crée un service public de bibliothèques, et, avec le soutien des syndicats, met en place le premier système de sécurité sociale obligatoire dans l'histoire du pays. Il tente également d'abolir la ségrégation ethnique institutionnelle des écoles (autochtones, indiennes et européennes) et de créer un système d'écoles publiques sans distinctions ethniques ou religieuses, mais se heurte notamment à l'hostilité des chefs autochtones qui souhaitent conserver des écoles exclusivement autochtones ; il parvient simplement à obtenir que les écoles de la communauté européenne s'ouvrent partiellement à des enfants d'ascendance non-européenne.
Les élections législatives de 1966 sont les premières à voir s'affronter les deux jeunes partis de la colonie, le Parti de la fédération et le parti de l'Alliance. Le Parti de la fédération présente douze candidats, dont neuf sont élus, tandis que le parti de l'Alliance remporte vingt-trois sièges, une majorité absolue au Conseil législatif. Pour la première fois, dans le cadre de la transition du pays vers l'autonomie politique, le vainqueur de l'élection est appelé à former un gouvernement. Le conservateur autochtone Ratu Kamisese Mara, chef du parti de l'Alliance, écarte l'idée d'un gouvernement d'union nationale et forme un gouvernement composé d'élus de son parti. A.D. Patel perd donc son poste au Conseil exécutif, mais est reconnu par le Conseil législatif comme chef de l'opposition officielle, fonction créée à cette occasion.
En 1967, les Fidji acquièrent leur autonomie avec un gouvernement responsable. En tant que chef de l'opposition, A.D. Patel participe aux négociations avec les Britanniques pour la transition à l'indépendance. Il espère toujours, en vain, éviter la pérennisation de listes électorales ethniques, qui ancrent la vie politique du pays dans des considérations communautaires. Il décède subitement en octobre 1969, douze mois avant l'indépendance des Fidji.